# Årmålsryggen
Der Årmålsryggen (norwegisch für Jahreszielrücken) ist ein Gebirgszug im antarktischen Königin-Maud-Land. Er ragt am westlichen Ende der Neumayersteilwand auf.
Erste Luftaufnahmen entstanden bei der Deutschen Antarktischen Expedition (1938–1939) unter der Leitung des Polarforschers Alfred Ritscher. Norwegische Kartografen, die den Gebirgszug auch benannten, kartierten ihn anhand von Vermessungen und Luftaufnahmen der Norwegisch-Britisch-Schwedischen Antarktisexpedition (1949–1952) und Luftaufnahmen der Dritten Norwegischen Antarktisexpedition (1956–1960).